# Хуан Антоніо Хіменес
Хуан Антоніо Хіменес (ісп. Juan Antonio Jiménez, 11 травня 1959) — іспанський вершник.
Срібний призер Олімпійських Ігор 2004 року в командній виїздці, учасник 2000 року.
Срібний призер Чемпіонату Європи з виїздки 2003 року в командній виїздці, бронзовий призер 2005 року в командній виїздці.
Бронзовий призер Всесвітніх ігор з кінного спорту 2002 року.